# مطار غاتويك
مطار غاتويك (بالإنجليزية: London Gatwick Airport) (إياتا: LGW، إيكاو: EGKK) هو مطار دولي يقع في مدينة كرولي في مقاطعة غرب ساسكس جنوب لندن، ويبعد عن لندن بحوالي 45.7 كيلومتر، ويعتبر في المرتبة الثانية بعد مطار هيثرو على مستوى منطقة لندن والمملكة المتحدة. وصنف في المرتبة 28 على مستوى العالم من ناحية عدد الركاب المسافرين.

## خطوط وشركات الطيران

### الصالة الشمالية
| شركة الطيران             | الوجهة |
| ------------------------ | --- |
| طيران ادريا              | ليوبليانا |
| طيران ناميبيا            | ويندهوك |
| طيران ساوث وست           | نيوكي، بليموث |
| أطلس بلو                 | فاس، مراكش, طنجة |
| الخطوط الجوية البريطانية | أليكانته، أمستردام, أنطاليا، انتيك, بربادوس، برشلونة، باري، برمودا, بولونيا، بوردو, كالياري، كاتانيا, دبروفنيك، أدنبره, فارو، جنيف، جنوا، جبل طارق، غلاسكو, غرناطه، إيبيزا, أزمير، نيوجيرسي, كينغستون، كراكوفيا, لوكسمبورغ، مدريد, ملقا، مالطا, مانشستر، مرسيليا, نابولي، نيويورك, أورلاندو، بالم دي مالوركا، بافوس, بيزا، بورت أوف سبين، بريشتينا, روما، سالتسبورغ, سانت كيتس، سانت لوسيا، تامبا, سالونيك، تيرانا, توباغو، تونس, تورينو، فارنا, البندقية، فيرونا |
| خطوط بروكسل الجوية       | بروكسل |
| طيران كليك               | إشبيلية، فيغو |
| خطوط قبرس التركية الجوية | دالمان |
| خطوط دالو الجوية         | جيبوتي |
| خطوط دلتا الجوية         | سيسيناتي، أوهايو |
| إيزي جت                  | أجاكسيو، أليكانته، أمستردام, اركايف، أثينا, بازل، باستيا، بودروم، كرفو، دالمان، فارو، فوفال, جنيف، جبل طارق، غرونوبل, هلسنكي، كاندية، الغردقة، أنسبروك, لورنسا، لاس بالماس دي جران كناريا، ملقا, مالطا، ميكونوس، بالما دي مالوركا، بافوس, روديس، سالزبورج، سنتوريني، شرم الشيخ، صوفيا, تينريفي، فالنسيا, زيورخ |
| إيزي جت السوسرية         | بازل، جنيف |
| طيران الإمارات           | دبي |
| الخطوط الجوية المجرية    | بودابست |
| خطوط نورث وست الجوية     | اتلانتا |
| الخطوط الجوية القطرية    | الدوحة |
| خطوط طومسون الجوية       | الصيف - اغادير، ألغيرو, اليكانتي، انطاليا, اركايف، أروبا, بودروم، بورغاس, كانكون، كاتانيا, خانيا، كولومبو, كرفو، كوزمل, دالمان، دبروفنيك, فارو، فورتي فينتورا، فوجال, كاندية، اولين, الغردقة، إيبيزا, أزمير، كوس, بالمل، لارنكا, لاس بالماس دي جران كناريا، الأقصر, ملقا، مالطا, مرسى علم، مينوركا, ممباسا، منستير, مونتيجو باي، ميتيليني, نابولي، أورلاندو, بالما دي مالوركا، بافوس, بريفيزا، بورتوبلاتا, بورتو فالارتا، بنتا كانا، رويس, روديس، سالت, سامنا، سنتوريني، شرم الشيخ، سكياثوس, طابا، تينرفي, سالونيك، فراديرو, فيرونا، زاكينثوس الشتاء - اكابلكو، أغادير, اليكانتي، انطاليا, أنتيك، اركايف, بانجول، باربادوس, كانكون، شمبري, كولومبو، انوتكيو, فارو، فريدركشافن, فورت فينتورا، فوجال, جنيف، جوا, غرينوبل، اولين, الغردقة، انسبروك, جيتل، كوسامو, لا رومانا، لاس بالماس دي جيران كناري، ليوبليانا, الأقصر، ملقا, مالي، مرسى علم، ميامي, مومباسا، منستير, مونيجو باي، نيواورلينز, أورلاندو، بافوس, بلوفديف، بورتو بلاتا، بونتا كانا، روانيمي, سالزبرج، شرم الشيخ، صوفيا, طابا, تينيريفي, تولوز, تورينو, فاراديرو, فيرونا |

### الصالة الجنوبية
الصالة الجنوبية للمطار هي الصالة الأقدم والأكثر حركة من الصالة الشمالية، وفيها تقع محطة قطارات مطار جاتويك.
| شركة الطيران                | الوجهة |
| --------------------------- | --- |
| إير لينجوس                  | دبلن, فارو, نوك, ملقا, ميونج, نيس, فيينا، زيورخ |
| الخطوط الجوية الأفريقية     | طرابلس |
| طيران أوروبا                | اركايف, فورت فينتورا, لاس بالماس, مدريد, بالما, تينيريف |
| طيران مالطا                 | كاتانيا, مالطا |
| طيران مولدوفا               | كيشيناو |
| طيران ترانسات               | فريداكتون, هاليفاكس, تورنتو, فانكوفر |
| طيران زمبابوي               | هراري |
| طيران البلطيق               | ريغا |
| خدمات اوروجني الجوية        | جيرنزي |
| خطوط أذربيجان الجوية        | باكو |
| خطوط بيلاروسيا الجوية       | مينسك |
| خطوط عطلات بالكان الجوية    | بورغاس, بلوفديف, صوفيا, فارنا |
| بي إم أي                    | دالامان, فريدرتشافن, جنيف, غرونوبل, افيل, كيفلونيا, لاس بالماس, بافوس, بريفيزا, تينيرف |
| طيران بلغاريا               | فارنا |
| طيران كيمبر ستيرلنج         | بيلند, كوبنهاغن |
| الخطوط الجوية الكرواتية     | دبروفنك, بولا, سبليت, زغرب |
| طيران كوبانا                | هافانا, أولين |
| إيزي جت                     | المريه, برشلونه, بلفاست, برلين, بجاريت، بودابست, كولون, كوبنهاغن, دبروفنيك، أدنبره, جلاسكو, إيبيزا، انفرنس, إسطنبول, كراكو, لا روتشيل, لشبونه, ليون, مدريد, مراكش, مرسيليا, ميلان, منوركا، مونتبليي, ميونخ, مرسية, نابولي, نيس, اولبيا, باليرمو, بيزا, براغ, روما, سبليت، سالونيك, تولوز, البندقية, فيينا |
| طيران إستونيا               | تالين |
| خطوط يورو سيبريا الجوية     | لارنكا, بافوس |
| خطوط فلاي بي الجوية         | ابردين, بلفاست, براجيري، كيامبري, دوسلدورف، جيرنزي, انفرنيس, اسل اوف مان, جيرسي, نيوكاستل, نيو كواي |
| خطوط فري بيرد الجوية        | أنطاليا, دالامان |
| خطوط غانا الدولية الجوية    | اكرا, دوسلدورف |
| خطوط هامبورغ الدولية الجوية | بانغل, برني, تشامبري, نونتيكيو, روفانييمي |
| قرطاج للطيران               | منستير |
| ميرديانا                    | فلورنسا |
| الخطوط الجوي المكسيكية      | ميكسكو ستي |
| خطوط مونارش الجوية          | صيفا - اليكانتي, انطاليا, اركايف, بانغل, بودرم, بورغاس, كانكون, كاتانيا, خانيا, كيرفي, دالامان, دير ليك, دبروفنيك, فارو, فيغاري, حاسي مسعود, كاندية, الغردقة، إيبيزا, كيفالينيا, كوس, لارنكا, الأقصر, ملقا, مالي, مينوركا, مومباسا, مرسية, ميتيليني, نابولي, اورلاندو, بالما دي مالوركا, بافوس, بريفيزا, بورتو بالتا, بولا, روديس, ريميني, شرم الشيخ, سكياثوس, طابا, تينيرف, البندقية, فولوس, زاكينتوس شتاء - اليكانتي, العقبة, اركايف, بناغول, بربادوس, بريسيا, كالياري, نونتيكيو, فارو, جنيف, غوا, غرناكة, عرونوبل, حاسي مسعود, انسبروك, ايفلو, كيتيلا, لورنسا, لاس بالماس دي جران كناريا, الأقصر, ملقا, مالي, مومباسا, مرسية, بافوس, روفانيم, سالزبورغ, شرم الشيخ, صوفيا, طابا, تنيريف, توباغو, تولوز, تورين |
| خطوط مونتينغرو الجوية       | تويدوس |
| خطوط الطيران النرويجية      | البو, برجن, كوبنهاغن, أوسلو, ستفنغر, ترومسو |
| خطوط أولمبيك الجوية         | أثينا |
| طيران أونر                  | انطاليا, بدروم, دالامان |
| خطوط طيران بغاسيس           | دالامان |
| الخطوط الجوية الروسية       | سانت بينرسبيرج |
| طيران ريان                  | اليكانتي, كورك, دبلن, جيرونا, مرسيليا, شانون |
| ساس                         | برجن |
| خطوط طيران ساتا الدولية     | بوت ديلغاد |
| خطوط طيران تي اي بيه        | فوجال, ليسبون, بورتو |
| خطوط توماس كوك الجوية       | الصيف - أغادير, الميريا, انطاليا, اركايف، بودرم, بورغاس, كالياري, كانكون, كايو كوكو, كورك, دالامان, فارو, فورت فينتورا, هاليفاكس, كاندية, اولين, الغردقة, إيبيزا, إزمير, كالاماتا, كفالينا, كوس, لارنكا, لاس بالماس دي جران كناريا, لمنوس, مالطا, مينوركا, منستير, مونتيجوباي, مونتريال, نابولي, اولبيا, أورلاندو, اوتاوا, بالما دي مالوركا, بافوس, بريفيزا, بورتو بلاتا, بونتا كانا, ريوس, رادوس, شرم الشيخ, سكياثوس, سبليت, تينريفي, تيسالونيكي, تيرا, تورنتو, فانكوفر, فارديرو, زاكينثوس الشتاء - أغادير, اليكانتي, انطاليا, اركايف، بانغول, باربدوس, بريشا, كانكون, كايو كوكو, دالامان, فارو, فورت فينتورا, فانغال, جنيف, جوا, غرونوبل, اولين, الغردقة, انسبروك, كيتيلا, لورنسا, لاس بالماس دي جران كناريا, الأقصر, مرسى علم, منستير, مونتيجو باي, اورلاندو, بافوس, بورتو بالتا, بونتا كانا, سالزبورغ, شرم الشيخ, صوفيا, تينريفي, تولوز, تريفادوريم, تورين, فارديرو |
| خطوط تايتان الجوية          | سكامبيري |
| طيران ترافل سبان            | جورج تاون |
| الخطوط الأوكرانية الدولية   | كييف |
| خطوط يو إس الجوية           | تشارلوت, فيلادلفيا |
| خطوط الفايكينج الجوية       | الصيف - باستيا, بودرم, خانيا، كيركرا, دالامان, فارو, فورت فنتورا, كاندية, الغردقة, كلامتا, كيفالينيا, كوس, لنزروتي, لورنسا, بافوس, بريفيزا, رودس, سامو, شرم الشيخ, سكياثوس, تينيريفي, زاكينثوس الشتاء - سكيمبري, جنيف, الغردقة, الأقصر, روفنيمي, شرم الشيخ, طابا |
| خطوط فيرجن أتلانتيك الجوية  | انتيك, بربادوس, غرناطة, هافانا, كينغستون, لاس فيغاس, مونتيجو باي, اورلاندو, سانت لوسيا, توباجو |

## الحوادث والوقائع
- 15 سبتمبر 1936 - تحطمت طائرة دي هافيلاند دي اتش 86 التابعة لشركة الخطوط الجوية البريطانية المحدودة أثناء رحلة بريدية ليلية إلى ألمانيا أثناء الإقلاع، مما أسفر عن مقتل الطيار الرئيسي للشركة واثنين من أفراد الطاقم.[3][4]
- نوفمبر 1936 - تحطمت طائرة فوكر إف 12 تابعة لشركة الخطوط الجوية البريطانية في غابة على بعد 4.5 ميل (7.2 كم) جنوب جاتويك أثناء اقترابها النهائي من المطار تحت سقف منخفض وفي ظل ضعف الرؤية، مما أسفر عن مقتل الطيارين وإصابة مهندس الطيران بجروح خطيرة.[5]
- في ١٧ فبراير 1959 - تحطمت طائرة فيكرز فيكونت 794 دي (رقم التسجيل: TC-SEV) تابعة للخطوط الجوية التركية على متن رحلة دولية مستأجرة، وسط ضباب كثيف في نيوديغيت - مقاطعة سري أثناء اقترابها من جاتويك بعد اصطدامها بأشجار. لقي أربعة عشر شخصًا من أصل 24 كانوا على متنها حتفهم وكان رئيس الوزراء التركي عدنان مندريس من بين الناجين.[6][7][8]
- في 5 يناير/كانون الثاني 1969- تحطمت طائرة بوينغ 727-113C (مسجلة برقم YA-FAR) تابعة لشركة أريانا للخطوط الجوية الأفغانية الرحلة 701، قادمة من مطار فرانكفورت بألمانيا على منزل في فيرن هيل (بالقرب من هورلي، مقاطعة سري) في ظل ظروف رؤية ضعيفة. ولم تكن أجنحة الطائرة ممتدة للحفاظ على سرعة الاقتراب النهائي. ولقي 48 من أصل 62 شخصًا كانوا على متنها حتفهم بالإضافة إلى شخصين على الأرض.[7][9][10][11]
- 28 يناير 1972 - تعرضت طائرة بريطانية كاليدونيا من طراز فيكرز VC10-1109 (رقم التسجيل: G-ARTA) بدون ركاب لأضرار هيكلية جسيمة نتيجة هبوط اضطراري في جاتويك في نهاية رحلة عبّارة قصيرة من هيثرو حيث حول مسار الطائرة بسبب الضباب في جاتويك. بعد هبوطها على المدرج 08 وتطبيق المفسدات والدفع العكسي عادت الطائرة إلى الجو، وارتدت مرتين وهبطت بقوة. أدى ذلك إلى انفجار إطار العجلة الأمامية، وانفصال عجلة، وانهيار جسم الطائرة (مباشرة أمام وخلف الأجنحة).[12] كشف مسح لأضرار الطائرة أن هيكلها كان منحنيًا بشكل غير طبيعي، مما تطلب إصلاحات مكثفة لاستعادة صلاحيتها للطيران. ولأن الإصلاحات لم تكن فعالة من حيث التكلفة، قررت إدارة شركة الطيران تفكيك الطائرة للحصول على قطع غيار قبل تفكيكها في جاتويك عام 1975.[13][14]
- في 20 يوليو 1975- تعرضت طائرة هاندلي بيج دارت هيرالد 201 التابعة لشركة الخطوط الجوية البريطانية (BIA) (رقم التسجيل: G-APWF) لحادث على المدرج أثناء إقلاعها في رحلة مجدولة إلى غيرنسي. انطلقت الطائرة من المدرج 26 بعد هبوط أرضي لمسافة 760 مترًا (2490 قدمًا)، وظهرت وكأنها في الجو لمسافة 125 مترًا (411 قدمًا) (مع سحب عجلات الهبوط) قبل أن يستقر الجزء السفلي الخلفي من جسم الطائرة على المدرج ويتسبب في توقفها. خلص التحقيق إلى أن عجلات الهبوط قد سحبت قبل أن تستقر الطائرة في الصعود، وأن ضبط الجنيح وسرعة الإقلاع كانا غير صحيحين. على الرغم من أن الطائرة تعرضت لأضرار جسيمة، لم يُصب أي من ركابها البالغ عددهم 45 شخصًا بأذى.[15]
- 29 ديسمبر 2014 - تعرضت طائرة بوينغ 747-400m تابعة لشركة فيرجين أتلانتيك (رقم التسجيل: G-VROM) لفقدان سائل الهيدروليك أثناء توجهها إلى لاس فيغاس. بعد الإقلاع بفترة وجيزة،دفع إنذارٌ الطاقم للعودة إلى جاتويك عندما اكتشفوا أن مُشغِّلًا مُركَّبًا بشكل غير صحيح تسبب في عدم فتح عجلات الهبوط اليمنى. هبطت الطائرة بنجاح على ثلاث عربات هبوط رئيسية وعادت إلى الخدمة في 11 يناير 2015.[16]
- 19-21 ديسمبر 2018 - تسبب بلاغ عن رصد طائرات بدون طيار بالقرب من المدرج في تعطيل كبير للحركة في المطار. أُغلق المدرج وعُلّقت جميع الرحلات الجوية لمدة ست ساعات تقريبًا في 19 ديسمبر. أُعيد فتح المطار الساعة 03:01 من صباح اليوم التالي إلى أن أُبلغ عن رصد آخر أدى إلى إغلاقه مرة أخرى بعد حوالي 45 دقيقة. وحتى الساعة 00:15 من صباح 21 ديسمبر كان المطار لا يزال مغلقًا حيث تأثر حوالي 110 آلاف مسافر و760 رحلة جوية.[17] ووصف المسؤولون تحليق الطائرة بدون طيار بأنه "عمل متعمد لتعطيل العمل"، لكنهم لم يصنفوه على أنه عمل إرهابي.[18] نشر الجيش لمساعدة الشرطة في حل الحادث.[19] أعيد فتح المدرج بسعة محدودة حوالي الساعة 06:00 من ذلك اليوم.[20] علّقت السلطات الرحلات الجوية مجددًا من الساعة 17:10 إلى 18:23 في 21 ديسمبر. وفي وقت لاحق من ذلك اليوم، أُلقي القبض على رجل وامرأة على خلفية الحادث.[21][22] إطلاق سراح الزوجين دون توجيه اتهامات إليهما في 23 ديسمبر، حيث قالت شرطة ساسكس إنهما "ليسا مشتبه بهما بعد الآن".[23]
- 26 فبراير 2020 - أبلغت طائرة إيرباص A321-211 تابعة لشركة تايتان للطيران عن ارتفاع مفاجئ في ضغط المحرك بعد الإقلاع. وبعد لحظات توقف المحرك الآخر. هبطت الطائرة بسلام في جاتويك بعد 11 دقيقة من الإقلاع. وخلص فرع التحقيق في حوادث الطيران إلى أن تلوث الوقود الناجم عن خلل في الصيانة لم يُكتشف لمدة يومين مما تسبب في الحادث. وقُدمت توصيات السلامة إلى وكالة سلامة الطيران التابعة للاتحاد الأوروبي وأجرت منظمات -منها إيرباص والاتحاد الدولي للنقل الجوي- تغييرات.[24]

### الاستشهادات
1. ↑   http://www.ead.eurocontrol.int/eadbasic/pamslight-F2EE80B261F04CFC336A26D40151A3D9/7FE5QZZF3FXUS/EN/AIP/AD/EG_AD_2_EGKK_en_2016-07-21.pdf. {{استشهاد ويب}}: |url= بحاجة لعنوان (مساعدة) والوسيط |title= غير موجود أو فارغ (من ويكي بيانات) (مساعدة)
2. ↑  ACI Passenger Movements for 2008 نسخة محفوظة 25 فبراير 2012 على موقع واي باك مشين.
3. ↑  "The Gatwick Accident, Commercial Aviation". Flight: 327. 24 سبتمبر 1936. مؤرشف من الأصل في 2012-03-06. اطلع عليه بتاريخ 2011-07-13.
4. ↑  "Gatwick and Mirabella, Commercial Aviation". Flight: 420. 22 أكتوبر 1936. مؤرشف من الأصل في 2012-03-06. اطلع عليه بتاريخ 2011-07-13.
5. ↑  "The Crawley Accident, Commercial Aviation". Flight: 590. 20 نوفمبر 1936. مؤرشف من الأصل في 2012-03-06. اطلع عليه بتاريخ 2011-07-13.
6. ↑  "1959: Turkish leader involved in fatal crash". BBC News. 17 فبراير 1979. مؤرشف من الأصل في 2009-02-21. اطلع عليه بتاريخ 2010-08-15.
7. 1 2  "Major Incidents". Surrey Constabulary History. Robert Bartlett. مؤرشف من الأصل في 2009-05-10.
8. ↑  "Ministry of Aviation – Civil Aircraft Accident: Report on the Accident to Vickers Viscount 794 TC-SEV at London (Gatwick) Airport on 17 February 1959". Gatwick Aviation Society. مؤرشف من الأصل في 2007-12-16. اطلع عليه بتاريخ 2010-08-15.
9. ↑  "Accident Database query – Ariana Afghan Airlines". Airdisaster.com. 5 يناير 1969. مؤرشف من الأصل في 2010-08-11. اطلع عليه بتاريخ 2010-08-15.{{استشهاد ويب}}:  صيانة الاستشهاد: مسار غير صالح (link)
10. ↑  "Ariana 727 Accident Cause, World News". Flight International. 3 سبتمبر 1970. ص. 329. مؤرشف من الأصل في 2012-03-06. اطلع عليه بتاريخ 2010-08-15.
11. ↑  "Board of Trade – Civil Aircraft Accident: Report on the Accident to Boeing 727-113C YA-FAR 1.5 miles east of London (Gatwick) Airport on 5 January 1969". Gatwick Aviation Society. مؤرشف من الأصل في 2012-09-07. اطلع عليه بتاريخ 2010-08-15.
12. ↑  Classic Airliner (VC10 – The story of a classic jet airliner: Disposal of British Caledonian VC10s), p. 60, Key Publishing, Stamford, 2015
13. ↑  "A little 'VC10'derness—Individual Histories: G-ARTA". Vc10.net. مؤرشف من الأصل في 2010-10-18. اطلع عليه بتاريخ 2010-08-15.
14. ↑  "ASN Aircraft incident description Vickers VC-10-1109 G-ARTA—London Gatwick Airport (LGW)". Aviation-safety.net. مؤرشف من الأصل في 2011-06-06. اطلع عليه بتاريخ 2010-08-15.
15. ↑  "Report No: 4/1977. Report on the accident to Handley Page Herald Series 201, G-APWF at Gatwick Airport, 20 July 1975". UK AAIB. مؤرشف من الأصل في 2012-06-01. اطلع عليه بتاريخ 2012-04-26.
16. ↑  Kaminski-Morrow، David (20 أكتوبر 2015). "Virgin 747 gear jammed after actuator fitted upside-down". Flight Global. مؤرشف من الأصل في 2021-08-27. اطلع عليه بتاريخ 2021-08-27.
17. ↑  "Police 'could shoot down' Gatwick drone". BBC News (بالإنجليزية البريطانية). Tunbridge Wells: BBC English Regions. 20 Dec 2018. Archived from the original on 2018-12-20. Retrieved 2018-12-21.
18. ↑  "Drones ground flights at Gatwick". BBC News. 20 ديسمبر 2018. مؤرشف من الأصل في 2018-12-20. اطلع عليه بتاريخ 2018-12-20.
19. ↑  "Gatwick Airport: Army called in amid drone chaos". BBC News. 20 ديسمبر 2018. مؤرشف من الأصل في 2018-12-20. اطلع عليه بتاريخ 2018-12-20.
20. ↑  "Gatwick runway reopens after drone chaos". BBC News (بالإنجليزية البريطانية). 21 Dec 2018. Archived from the original on 2018-12-21. Retrieved 2018-12-21.
21. ↑  "Gatwick drone arrests: two people held over disruption of airport". The Guardian (بالإنجليزية البريطانية). London. 22 Dec 2018. ISSN:0261-3077. Archived from the original on 2018-12-22. Retrieved 2018-12-22.
22. ↑  "Two arrested in drone disruption at Gatwick" (Press release) (بالإنجليزية). Sussex Police. Archived from the original on 2018-12-22. Retrieved 2018-12-22.
23. ↑  Evans، Martin؛ Lyons، Izzy؛ Hymas، Charles (23 ديسمبر 2018). "Gatwick drone: Arrested couple are released without charge - as £50k reward is offered to catch culprit". The Daily Telegraph. London. مؤرشف من الأصل في 2018-12-23. اطلع عليه بتاريخ 2018-12-23.
24. ↑  Dunford، Mark (5 مايو 2021). "Airbus' engine malfunction after takeoff from London Gatwick Airport 'could have had a catastrophic outcome', says chief". The Crawley Observer. مؤرشف من الأصل في 2021-05-05. اطلع عليه بتاريخ 2021-05-05.

### الفهرس
- جوين، بيتر. (1990) تاريخ كرولي (الطبعة الثانية) فيلمور. رقم ISBN 0-85033-718-6
- الملك، جون، مع تيت، جيف، (1980) جاتويك الذهبي – 50 عامًا من الطيران ، هيئة المطارات البريطانية.
- الملك، جون، (1986) جاتويك - تطور المطار ، شركة مطار جاتويك المحدودة وجمعية الآثار الصناعية في ساسكس. رقم ISBN 0-9512036-0-6
- باين، جوردون، (1994)، مطار جاتويك ، دار نشر إيرلايف المحدودة.
- تايت، جيفري، (1984)، قطار جاتويك السريع ، شركة جي تايت وشركاه المحدودة.
- وود، آلان. "الأمل في طائرة يونكرز: المزيد من الذكريات حول مآثر شركات الطيران قبل الحرب من مطار جاتويك الناشئ". مجلة "المتحمس للطيران" ، العدد 83، سبتمبر/أكتوبر 1999، الصفحات 52-57. الرقم الدولي المعياري للدوريات 0143-5450

## روابط خارجية
- الموقع الرسمي